# アーガイル・アンド・ビュート
アーガイル・アンド・ビュート（英語：Argyll and Bute, スコットランド・ゲール語：Earra-Ghaidheal agus Bòd）は、スコットランドの行政区画の一つ。ハイランドに次いで広い面積を持ち、海岸線の総延長4,828キロメートルにわたる島嶼部が含まれる。この海岸線延長はフランス全土のものより長い。ハイランド、パース・アンド・キンロス、スターリング、ウェスト・ダンバートンシャーに接する。一部の境界線上にはローモンド湖がある。総面積6,909平方キロメートル。人口87,920人（2022年推計）。行政の中心地はロッホギルプヘッド。

## 主な島
- ビュート島
- コル島
- コロンゼー島
- アイオナ島
- アイラ島
- ジュラ島
- リズモア島
- マル島
- スタファ島
- タイリー島